# (23699) Paulgordan
(23699) Paulgordan (1997 ND3) – planetoida z pasa głównego asteroid okrążająca Słońce w ciągu 5,58 lat w średniej odległości 3,15 j.a. Odkryta 8 lipca 1997 roku.